# Adjumani
Adjumani – miasto w północnej Ugandzie; stolica dystryktu Adjumani. Według danych szacunkowych na rok 2011 liczy 34 700 mieszkańców. Ośrodek przemysłowy.